# René Höcker
René Höcker (Haarlem, 24 augustus 1958) is een Nederlands regisseur.
Höcker werkte in het begin van zijn carrière mee aan films als Het bittere kruid, Een maand later en De ratelrat. In 1991 ging hij aan de slag als opnameleider bij Goede tijden, slechte tijden, destijds een nieuw genre op de Nederlandse televisie. Binnen jaar werd hij aangesteld als regisseur en regisseerde hij een jaar lang tientallen afleveringen. In 1994 was hij betrokken bij de opstart van de publieke soapserie Onderweg naar Morgen, waarvan hij in de beginperiode tientallen afleveringen geregisseerde. Samen met Frank Schoutens en Aart van Asperen verzorgde hij in het eerste seizoen de regie.
Na Onderweg naar Morgen werd Höcker vooral gevraagd voor dramaseries. Voor de NCRV regisseerde hij in 1999 de comedyserie In de clinch, met hoofdrollen van onder anderen Frédérique Huydts. Huydts en Höcker kende elkaar al van hun tijd bij GTST. De laatste jaren was hij als regisseur betrokken bij de dramaseries Meiden van de Wit (Net5), Rozengeur & Wodka Lime (RTL/Talpa) en Julia's Tango (Net5). Voor laatstgenoemde serie bracht hij een tijdje door in Argentinië. Recent was hij de assistent van Ben Sombogaart bij de film Zieleman.